# Liste albanischer Vornamen
Die folgende Liste stellt eine Auswahl an albanischen Vornamen dar. Mehrere Namen haben sowohl eine männliche als auch eine weibliche Variante. Die Tabelle gibt zudem die sprachliche Herkunft und die Bedeutung bzw. Übersetzung ins Deutsche an.
Die traditionellen albanischen Vornamen sind in Albanien nicht mehr so beliebt wie früher. Im Jahre 2014 waren keine unter den 20 beliebtesten Vornamen von Neugeborenen in Albanien zu finden. Stattdessen werden zumeist englische, griechische oder italienische Namen vergeben. Albanische Eltern wollen mit fremdländischen Namen den sozialen Status und die Integrationsmöglichkeiten ihrer Kinder im Ausland stärken.

## A
| Schnellnavigation: A B Ç D E F G H I J K L M N P Q R S T V X Y Z |
| ---------------------------------------------------------------- |

| Männlich                          | Weiblich      | Herkunft                  | Bedeutung/Übersetzung |
| --------------------------------- | ------------- | ------------------------- | --- |
| Adelin                            | Adelina       | deutsch                   | von edler Gestalt/Sorte |
| Admir                             | Admira        | latein                    | bewundernswert |
| Adnan                             | –             | arabisch                  | Sohn Ismails und somit Vorfahre der Araber, Siedler                                                                         |
| Adonis                            | Adonisa       | griechisch                | Gott der Schönheit und der Vegetation                                                                                       |
| –                                 | Afërdita      | albanisch oder griechisch | von afër (nahe) und dita (Tag) oder von Aphrodite (griechische Göttin der Liebe, der Schönheit und der sinnlichen Begierde) |
| Afrim                             | Afrime        | albanisch                 | Annäherung |
| Agim                              | –             | albanisch                 | Dämmerung |
| Agon                              | –             | albanisch                 | von agon (dämmern) |
| Agron                             | –             | illyrisch                 | König Agron |
| Alban                             | Albana        | illyrisch                 | illyrischer Stamm (altgriechisch Ἀλβανόι Albanói oder Ἀλβάνιοι Albánioi, lateinisch Albani)                                 |
| Albert                            | –             | deutsch                   | edel/berühmt |
| –                                 | Albertina     | deutsch                   | Variante von Albertine |
| Albin                             | Albina        | illyrisch                 | Variante von Alban |
| Albion                            | Albiona       | illyrisch                 | Variante von Alban |
| Albulen                           | Albulena      | albanisch                 | Name eines Ortes in Nordalbanien (siehe Schlacht von Albulena, 1457)                                                        |
| Aldrin                            | –             | englisch                  | Variante von Aldrich; ursprünglich altenglischer Nachname: alter, weiser Fürst                                              |
| Aleksandër/Sandër/Skënder/Skender | Aleksandra    | griechisch                | Variante von Alexander |
| Alfred                            | –             | deutsch                   | der von Elfen Beratene/der mit Elfenhilfe rät                                                                               |
| –                                 | Altea         | griechisch                | Althaia |
| Andri                             | –             | griechisch                | Variante von Andreas |
| –                                 | Arbana        | albanisch                 | Variante von Arben |
| Arben                             | –             | albanisch                 | mittelalterliche Bezeichnung der Albaner                                                                                    |
| Arbenit                           | Arbenita      | albanisch                 | Variante von Arben |
| Arbër                             | –             | albanisch                 | Variante von Arben |
| Arbnor                            | Arbnora       | albanisch                 | Variante von Arben |
| Ardian                            | Ardiana       | illyrisch                 | vom illyrischen Stamm der Ardiaei                                                                                           |
| Arian/Arjan                       | Ariana/Arjana | albanisch                 | von ari (das Gold) und jonë (unser/e): unser Gold                                                                           |
| Arianit                           | –             | albanisch                 | Angehörige/r des albanischen Stammes der Arianët                                                                            |
| –                                 | Arjeta        | albanisch                 | von ar (Gold) und jeta (das Leben): goldenes Leben                                                                          |
| Arlind                            | Arlinda       | albanisch                 | von ar (Gold) und lind (geboren werden, gebären): goldene Geburt                                                            |
| Armend                            | –             | albanisch                 | von ar (Gold) und mend (Geist, Denken, Erinnerung): goldener Geist, goldenes Denken                                         |
| Arsim                             | Arsime        | albanisch                 | Erziehung |
| Artan                             | Arta          | albanisch                 | von e arta (die Goldene) |
| Atdhe                             | –             | albanisch                 | Heimat/Vaterland |
| Avni                              | Avnie         | arabisch                  | hilfsbereit |
| Aziz                              | Azize         | arabisch                  | angesehen, ehrenhaft, geschätzt                                                                                             |

## B
| Schnellnavigation: A B Ç D E F G H I J K L M N P Q R S T V X Y Z |
| ---------------------------------------------------------------- |

| Männlich      | Weiblich        | Herkunft   | Bedeutung/Übersetzung                                                                   |
| ------------- | --------------- | ---------- | --------------------------------------------------------------------------------------- |
| Bajram        | –               | türkisch   | Bayram; Feiertag/Festtag                                                                |
| Bamir         | –               | albanisch  | von ba (tue) und mirë (gut): tue Gutes                                                  |
| Bardh         | Bardha          | albanisch  | von i/e bardhë (weiß)                                                                   |
| Bardhyll      | –               | illyrisch  | von i/e bardhë (weiß) und yll (stern) / Name des Dardanischen Königs                    |
| Bashkim       | –               | albanisch  | Verbindung/Vereinigung                                                                  |
| Bekim         | Bekime          | albanisch  | Segen                                                                                   |
| Besart        | Besarta         | albanisch  | von besë (Versprechen) und ar (Gold): goldenes Versprechen                              |
| Besfort       | –               | albanisch  | von besim (Glaube) und i/e fort (sehr/stark): sehr gläubig/starker Glaube/glaubensstark |
| Besian/Besjan | Besiana/Besjana | albanisch  | von besë (Versprechen, Ehrenwort)                                                       |
| Besim         | Besime          | albanisch  | Glaube                                                                                  |
| Besmir        | Besmire         | albanisch  | von besim (Glaube) und mirë (gut): guter Glaube                                         |
| Besnik        | Besnike         | albanisch  | treu, ergeben                                                                           |
| Blerim        | Blerime         | albanisch  | Grün (in der Natur)                                                                     |
| –             | Blerina         | albanisch  | Variante von Blerim                                                                     |
| –             | Blerta          | albanisch  | Variante von Blerim                                                                     |
| Bujar         | Bujare          | albanisch  | Edelmut, großzügig                                                                      |
| Bukurim       | –               | albanisch  | Variante von Bukurosh                                                                   |
| Bukurosh      | Bukuroshe       | albanisch  | Hübsche/-r, Schöne/-r                                                                   |
| Burim         | Burime          | albanisch  | Quelle                                                                                  |
| Butrint       | –               | griechisch | Ort Butrint; möglicherweise von voús βούς: Stier/Büffel/Ochse                           |

## Ç
| Schnellnavigation: A B Ç D E F G H I J K L M N P Q R S T V X Y Z |
| ---------------------------------------------------------------- |

| Männlich | Weiblich | Herkunft  | Bedeutung/Übersetzung |
| -------- | -------- | --------- | --------------------- |
| Çlirim   | Çlirime  | albanisch | Befreiung             |

## D
| Schnellnavigation: A B Ç D E F G H I J K L M N P Q R S T V X Y Z |
| ---------------------------------------------------------------- |

| Männlich              | Weiblich                      | Herkunft                  | Bedeutung/Übersetzung                                          |
| --------------------- | ----------------------------- | ------------------------- | -------------------------------------------------------------- |
| –                     | Dafina                        | albanisch bzw. griechisch | Lorbeer, Daphne                                                |
| Dalmat                | –                             | illyrisch                 | vom illyrischen Stamm der Delmaten/Dalmaten                    |
| Daniel/Danjel/Danjell | Daniela/Danjela/Danjella      | hebräisch                 | Varianten von Daniel                                           |
| Dardan                | Dardana                       | illyrisch/thrakisch       | vom illyrischen/thrakischen Stamm der Dardaner                 |
| Dëfrim                | Dëfrime                       | albanisch                 | Vergnügen/Unterhaltung                                         |
| Diell                 | Diellza/Djellza               | albanisch                 | Verkleinerungsform von diell (Sonne)                           |
| Domenik               | Domenika                      | lateinisch                | Variante von Dominik                                           |
| –                     | Donika                        | albanisch                 | von Donika Arianiti Muzaka, Name der Ehefrau von Skanderbeg    |
| –                     | Dorentina/Dorontina/Doruntina | albanisch                 | bekannt durch die albanische Sage von Konstantin und Doruntina |
| Dritan                | Drita                         | albanisch                 | Licht                                                          |

## E
| Schnellnavigation: A B Ç D E F G H I J K L M N P Q R S T V X Y Z |
| ---------------------------------------------------------------- |

| Männlich                | Weiblich           | Herkunft  | Bedeutung/Übersetzung                                                        |
| ----------------------- | ------------------ | --------- | ---------------------------------------------------------------------------- |
| Edi                     | –                  | englisch  | Variante von Edward; Hüter des Vermögens                                     |
| Erion                   | Eriona             | albanisch | von era (Duft/Wind) und jonë (unsere) oder von Deti Ion (Ionisches Meer)     |
| –                       | Edita              | englisch  | Variante von Edith; gesegneter Krieg                                         |
| Edon                    | Edona              | albanisch | von do na/duam ne (wir lieben oder sie wird geliebt)                         |
| Edvin                   | –                  | englisch  | Variante von Edwin; gesegneter Freund                                        |
| Egzon                   | Egzona             | albanisch | von gëzoj (genießen/sich freuen)                                             |
| Elez                    | –                  | albanisch | Variante von (Eljez)                                                         |
| Elmedin                 | Elmedina/Medina    | arabisch  | Medina, die zweitheiligste Stadt des Islam                                   |
| –                       | Elona              | albanisch | Eliona als Variante                                                          |
| Emin                    | Emine/Emina        | arabisch  | Variante von Amina, Name der Mutter des Propheten Mohammed; vertrauenswürdig |
| Endrit                  | Endrita            | albanisch | von dritë (Helligkeit/Licht)                                                 |
| Enes                    | –                  | arabisch  | freundlich, wohlwollend                                                      |
| Ëngjëll/Engjëll/Engjull | –                  | albanisch | Engel                                                                        |
| Enkelej/Enkelejd        | Enkeleja/Enkelejda | illyrisch | vom illyrischen Stamm der Encheleer                                          |
| Enver                   | –                  | arabisch  | erleuchtet                                                                   |
| Ervin                   | Ervina             | deutsch   | Variante von Erwin; Kriegerfreund                                            |
| Ethem                   | –                  | arabisch  | Variante von Adham; kostbar, selten, schwarz                                 |

## F
| Schnellnavigation: A B Ç D E F G H I J K L M N P Q R S T V X Y Z |
| ---------------------------------------------------------------- |

| Männlich      | Weiblich       | Herkunft    | Bedeutung/Übersetzung                        |
| ------------- | -------------- | ----------- | -------------------------------------------- |
| Fatbardh      | Fatbardha      | albanisch   | von fat (Schicksal, Glück) und bardhë (weiß) |
| Fatjon/Faton  | Fatjona/Fatona | albanisch   | von fat (Glück/Schicksal)                    |
| –             | Fatime         | arabisch    | Variante von Fatima; die entwöhnt            |
| Fran          | Françeska      | italienisch | Variante von Francesco; Franzose             |
| Fatmir        | Fatmire        | albanisch   | von fat (Glück/Schicksal) und mirë (gut)     |
| Fatos         | –              | unklar      | Dorf bei Drenas, Kosovo                      |
| Fisnik        | Fisnike        | albanisch   | großzügig/nobel/ritterlich                   |
| Fitim         | –              | albanisch   | Gewinn                                       |
| –             | Fitore         | albanisch   | Sieg                                         |
| Flamur        | –              | albanisch   | Fahne/Flagge                                 |
| Florim/Florin | Florije        | albanisch   | von flori (Gold)                             |

## G
| Schnellnavigation: A B Ç D E F G H I J K L M N P Q R S T V X Y Z |
| ---------------------------------------------------------------- |

| Männlich | Weiblich | Herkunft   | Bedeutung/Übersetzung                |
| -------- | -------- | ---------- | ------------------------------------ |
| Gavril   |          | hebräisch  | Variante von Gabriel                 |
| Genc     | –        | illyrisch  | Variante von Genti                   |
| Genti    | Genta    | illyrisch  | Name des illyrischen Königs Genthios |
| Gentian  | Gentiana | illyrisch  | von Enzian                           |
| Gëzim    | Gëzime   | albanisch  | Freude                               |
| Gazmend  | Gazmenda | albanisch  | freudvoller Gedanke                  |
| Gjergj   | –        | griechisch | Variante von Georg                   |
| Gjon     | –        | hebräisch  | Variante von Johannes                |
| Guxim    |          | albanisch  | Mutiger, mutig                       |

## H
| Schnellnavigation: A B Ç D E F G H I J K L M N P Q R S T V X Y Z |
| ---------------------------------------------------------------- |

| Männlich | Weiblich | Herkunft | Bedeutung/Übersetzung                                                |
| -------- | -------- | -------- | -------------------------------------------------------------------- |
| Hashim   | –        | arabisch | Hāschim ibn ʿAbd Manāf, Name des Urgroßvaters des Propheten Mohammed |
| Hamza    | –        | arabisch | bedeutet Löwe                                                        |

## I
| Schnellnavigation: A B Ç D E F G H I J K L M N P Q R S T V X Y Z |
| ---------------------------------------------------------------- |

| Männlich | Weiblich | Herkunft  | Bedeutung/Übersetzung                     |
| -------- | -------- | --------- | ----------------------------------------- |
| Ibadet   | Ibadete  | türkisch  | von ibadet (Gottesverehrung/Gottesdienst) |
| Ibrahim  | Ibrahime | arabisch  | Führer/Meister                            |
| Idriz    | Idrize   | arabisch  | Variante von Idris                        |
| Ilir     | Ilire    | albanisch | von ilir: Illyrer oder von i/e lirë: frei |

## J
| Schnellnavigation: A B Ç D E F G H I J K L M N P Q R S T V X Y Z |
| ---------------------------------------------------------------- |

| Männlich        | Weiblich        | Herkunft  | Bedeutung/Übersetzung                              |
| --------------- | --------------- | --------- | -------------------------------------------------- |
| Jetmir          | Jetmire/Jetmira | albanisch | von jetë (Leben) und mirë (gut)                    |
| Jeton           | Jeta            | albanisch | von jeton (er/sie/es lebt)                         |
| Jon (auch: Ion) | Jona            | albanisch | von jonë (unser/-e) oder Deti Ion (Ionisches Meer) |

## K
| Schnellnavigation: A B Ç D E F G H I J K L M N P Q R S T V X Y Z |
| ---------------------------------------------------------------- |

| Männlich | Weiblich  | Herkunft  | Bedeutung/Übersetzung                                                                                        |
| -------- | --------- | --------- | --- |
| –        | Kaltrina  | albanisch | von i/e kaltër (hellblau)                                                                                    |
| –        | Krenare   | albanisch | stolz |
| Kastriot | –         | albanisch | bezogen auf das mittelalterliche Adelsgeschlecht der Kastrioti, woraus Skanderbeg entstammt                  |
| Kenan    | –         | hebräisch | Kenan, eine biblische Person                                                                                 |
| Korab    | –         | slawisch  | bezogen auf den höchsten Berg Albaniens, den Korab; Korab war bei den Slawen vorchristlicher Gott des Meeres |
| Kreshnik | –         | albanisch | Held/Ritter                                                                                                  |
| Kushtim  | Kushtime  | albanisch | Hingabe |
| Kushtrim | Kushtrime | albanisch | Aufruf/Ruf                                                                                                   |

## L
| Schnellnavigation: A B Ç D E F G H I J K L M N P Q R S T V X Y Z |
| ---------------------------------------------------------------- |

| Männlich        | Weiblich          | Herkunft    | Bedeutung/Übersetzung                                                                      |
| --------------- | ----------------- | ----------- | ------------------------------------------------------------------------------------------ |
| Labinot         | –                 | albanisch   | Stadt in der Nähe von Tirana                                                               |
| Lavdrim         | Lavdrime          | albanisch   | von lavdërim (Belobung, Ehrung, Rühmung)                                                   |
| –               | Leonora/Lenora    | okzitanisch | Variante von Eleonore                                                                      |
| Leotrim/Leutrim | Leotrime/Leutrime | albanisch   | von trim (mutig/tapfer)                                                                    |
| –               | Lindita           | albanisch   | von lind (geboren werden, gebären, entstehen) und dita (der Tag): der Tag wird/ist geboren |
| Liridon         | Liridona          | albanisch   | von liri (Freiheit) und don (er/sie/es will): freiheitswollend                             |
| Llesh/Llezhdër  |                   | albanisch   | ererbte Formen von Alexander                                                               |
| Luan            | Luana             | albanisch   | von luan (Löwe)                                                                            |
| –               | Luaneshë/Luanesha | albanisch   | Löwin                                                                                      |

## M
| Schnellnavigation: A B Ç D E F G H I J K L M N P Q R S T V X Y Z |
| ---------------------------------------------------------------- |

| –              | Marija/Maria     | hebräisch  | die Wohlgenährte                                                                                             |        |         |           |                  |
| Marijan/Marian | Marijana/Mariana | hebräisch  | Zusammensetzung aus Maria (die Wohlgenährte) und Anna (Anmut, Gnade)                                         |        |         |           |                  |
| –              | Marigona         | albanisch  | Name der Frau, welche die Fahne genäht hatte, die am Tag der Unabhängigkeit Albaniens in Vlora gehisst wurde |        |         |           |                  |
| Marin          | Marina           | lateinisch | von Marinus (der aus dem Meer Stammende) oder Form von Marius                                                | Mërgim | Mërgime | albanisch | Exil, Emigration |
|                | Merita           | albanisch  | verdienstvoll                                                                                                |        |         |           |                  |
| Mevaip         |                  | arabisch   | von Mawahib (Talent)                                                                                         |        |         |           |                  |
| Mihal          | –                | albanisch  | Variante von Michael                                                                                         |        |         |           |                  |
| –              | Mirlinda         | albanisch  | wohlgeboren                                                                                                  |        |         |           |                  |
| –              | Miranda          | lateinisch | Wundervolle/Bewundernswerte                                                                                  |        |         |           |                  |
| Murat          | –                | arabisch   | Variante von Murad (der sehnliche Wunsch)                                                                    |        |         |           |                  |
| Muzafer        | Muzafere         | arabisch   | von Muzaffer                                                                                                 |        |         |           |                  |

| Schnellnavigation: A B Ç D E F G H I J K L M N P Q R S T V X Y Z |
| ---------------------------------------------------------------- |

| Männlich | Weiblich | Herkunft  | Bedeutung/Übersetzung    |
| -------- | -------- | --------- | ------------------------ |
| Nderim   | Nderime  | albanisch | Anerkennung/Auszeichnung |
| Nexhat   | –        | arabisch  | Variante von Necati      |

Njomza            albanisch    

## P
| Schnellnavigation: A B Ç D E F G H I J K L M N P Q R S T V X Y Z |
| ---------------------------------------------------------------- |

| Männlich | Weiblich  | Herkunft   | Bedeutung/Übersetzung |
| -------- | --------- | ---------- | --------------------- |
| Pajtim   | Pajtime   | albanisch  | Versöhnung            |
| Pal      | –         | lateinisch | Variante von Paulus   |
| Përparim | Përparime | albanisch  | Fortschritt           |
| Pjetër   | –         | griechisch | Variante von Peter    |
| Prek     | –         | Männlich   | anfassen/berühren     |

## Q
| Schnellnavigation: A B Ç D E F G H I J K L M N P Q R S T V X Y Z |
| ---------------------------------------------------------------- |

| Männlich        | Weiblich          | Herkunft  | Bedeutung/Übersetzung        |
| --------------- | ----------------- | --------- | ---------------------------- |
| –               | Qendresa/Qëndresa | albanisch | Standhaftigkeit              |
| Qendrim/Qëndrim | Qendrime/Qëndrime | albanisch | Standpunkt / Standhaftigkeit |
| Qerim           | Qerime            | arabisch  | Variante von Kerim; gütig    |

## R
| Schnellnavigation: A B Ç D E F G H I J K L M N P Q R S T V X Y Z |
| ---------------------------------------------------------------- |

| Männlich | Weiblich       | Herkunft          | Bedeutung/Übersetzung                                                            |
| -------- | -------------- | ----------------- | -------------------------------------------------------------------------------- |
| Rashit   | –              | arabisch          | der Weise/der Rechtgeleitete                                                     |
| Remzi    | Remzie/Remzije | arabisch          | von ramz (das Symbol/das Geheimnis)                                              |
| Rexhep   | –              | arabisch          | Variante von Recep; der Respekt bzw. Radschab, der Name eines islamischen Monats |
| Rezart   | Rezarta        | albanisch         | von rrezë (Strahl) und ar (Gold): goldener Strahl                                |
| Rifat    | –              | arabisch          | Variante von Rıfat                                                               |
| –        | Rovena         | keltisch/englisch | Variante von Rowena; Ruhm/Freude oder die Schlanke und Schöne                    |

## S
| Schnellnavigation: A B Ç D E F G H I J K L M N P Q R S T V X Y Z |
| ---------------------------------------------------------------- |

| Männlich | Weiblich            | Herkunft   | Bedeutung/Übersetzung                                                                           |
| -------- | ------------------- | ---------- | ----------------------------------------------------------------------------------------------- |
| Saimir   | Saemira             | albanisch  | von sa (so) und i/e mirë (gut): So gut!                                                         |
| Sali     | Salie/Salije        | arabisch   | Variante von Salih                                                                              |
| –        | Sara/Sarah          | hebräisch  | Fürstin/Herrin/Prinzessin                                                                       |
| –        | Saranda             | griechisch | bezogen auf die südalbanische Stadt Saranda; von Ágioi Saránta Άγιοι Σαράντα (vierzig Märtyrer) |
| Shaban   | –                   | arabisch   | Schaʿban, der Name eines islamischen Monats                                                     |
| Shkodran | –                   | albanisch  | bezogen auf die größte Stadt Nordalbaniens, Shkodra; Einwohner von Shkodra                      |
| Shpëtim  | Shpëtime            | albanisch  | Erlösung/Rettung                                                                                |
| –        | Shpresa             | albanisch  | Hoffnung                                                                                        |
| –        | Shqipe              | albanisch  | Albanisch                                                                                       |
| –        | Shqiponjë/Shqiponja | albanisch  | Adler                                                                                           |
| Shtjefën | –                   | griechisch | der Gekrönte, der Bekränzte (siehe Stefan)                                                      |
| Sokol    | –                   | slawisch   | Falke                                                                                           |
| Syart    | Syarta              | albanisch  | von syni (Auge) und ar (Gold): goldenes Auge                                                    |

## T
| Schnellnavigation: A B Ç D E F G H I J K L M N P Q R S T V X Y Z |
| ---------------------------------------------------------------- |

| Männlich     | Weiblich | Herkunft  | Bedeutung/Übersetzung                 |
| ------------ | -------- | --------- | ------------------------------------- |
| Tarik        | –        | arabisch  | der Klopfende/der Hämmernde           |
| Taulant      | –        | illyrisch | vom illyrischen Stamm der Taulantier  |
| –            | Teuta    | illyrisch | von der illyrischen Königin Teuta     |
| Tomorr/Tomor | –        | albanisch | Heiliger Berg in Südalbanien (Tomorr) |

## V
| Schnellnavigation: A B Ç D E F G H I J K L M N P Q R S T V X Y Z |
| ---------------------------------------------------------------- |

| Männlich | Weiblich        | Herkunft                  | Bedeutung/Übersetzung                                            |
| -------- | --------------- | ------------------------- | ---------------------------------------------------------------- |
| –        | Valbona         | albanisch oder lateinisch | Ort und Fluss in Albanien                                        |
| Valdet   | Valdete         | albanisch                 | von valë (Welle) und det (Meer): Meereswelle                     |
| Valdrin  | Valdrina        | albanisch                 | von valë (Welle) und Drin: Welle des Drins                       |
| Valentin | Valentina       | lateinisch                | gesund, stark, sich wohlfühlend                                  |
| Valmir   | Valmire/Valmira | albanisch                 | von valë (Welle) und mirë (gut): gute Welle                      |
| Valon    | Valona          | albanisch                 | fließen, brodeln                                                 |
| –        | Venera          | lateinisch                | italienischer Name der Venus                                     |
| Veton    | –               | albanisch                 | von vetëton (es blitzt, donnert)                                 |
| –        | Vlora           | albanisch                 | Vlora                                                            |
| –        | Vojsava         | slawisch                  | Name der Mutter von Skanderbeg; von Vojislav (ehrenvoller Krieg) |

## X
| Schnellnavigation: A B Ç D E F G H I J K L M N P Q R S T V X Y Z |
| ---------------------------------------------------------------- |

| Männlich         | Weiblich           | Herkunft | Bedeutung/Übersetzung               |
| ---------------- | ------------------ | -------- | ----------------------------------- |
| Xhelal           | Xhelale            | arabisch | Variante von Celal; Erhabenheit     |
| Xhemail/Xhemal   | Xhemaile/Xhemale   | arabisch | Variante von Cemal; schönes Gesicht |
| Xhevahir/Xhevair | Xhevahire/Xhevaire | türkisch | von cevahir (Edelstein)             |

## Y
| Schnellnavigation: A B Ç D E F G H I J K L M N P Q R S T V X Y Z |
| ---------------------------------------------------------------- |

| Männlich | Weiblich | Herkunft  | Bedeutung/Übersetzung                             |
| -------- | -------- | --------- | ------------------------------------------------- |
| Ylber    | Ylbere   | albanisch | von ylber/-i (Regenbogen, der)                    |
| Ylli     | Yllka    | albanisch | Der Stern bzw. beim weiblichen Vornamen Sternchen |

## Z
| Schnellnavigation: A B Ç D E F G H I J K L M N P Q R S T V X Y Z |
| ---------------------------------------------------------------- |

| Männlich | Weiblich | Herkunft  | Bedeutung/Übersetzung             |
| -------- | -------- | --------- | --------------------------------- |
| Zef      | –        | hebräisch | Variante von Josef; er fügt hinzu |